# 艾略特角 (加利福尼亞州)
艾略特角（英語：Elliott Corner）是位於美國加利福尼亞州馬里波薩縣的一個非建制地區。該地的面積和人口皆未知。

## 地理
艾略特角的座標為37°27′46″N 119°46′29″W / 37.46278°N 119.77472°W，而該地的平均海拔高度為901米（即2956英尺）。